# イオン・ルーカ・カラジアーレ
イオン・ルーカ・カラジアーレ(Ion Luca Caragiale、1852年2月13日 - 1912年6月9日)は、ルーマニアのジャーナリスト、著作家、政治評論家、劇場支配人。

## 来歴
ルーマニアのワラキアの貧しい村ハイマナーレに誕生した。一族はギリシャ系であった。ルーマニア正教徒。
地元の正教会の教会で読み書きを学ぶ。音楽学校を卒業して、新聞社で新聞記者として勤める。数多くの雑誌を発行し、編集長として社会風刺を中心に担当、人気を博した。
1863年にルーマニアの都市ヤシで結成されたドイツ観念論の影響を受けているジュニメア運動に1878年から参加したがその後、仲違いした。平行して風刺短編を数多く書いた。作風はブカレストを舞台に庶民、政治家や役人を社会風刺したものである。また、劇場運営にも関わった。のちにルーマニア保守民主党に入党。1884年に著作『o scrisoare pierduta』を刊行した。
1889年に建築家の娘でブカレストのエリート階級出身のアレクサンドリーナと結婚して二人の子を儲けた。
1904年にドイツ帝国の首都ベルリンに移った。ベルリン時代の1909年に著作『kir ianulea』を刊行。1907年のルーマニア農民蜂起ではルーマニア政府をベルリンから批判する。同地で死去した。
政治に対する批判で知られベルリンに移った後もルーマニア政治を風刺し続けた。

## 著作物
- O noapte furtunoasă
- O scrisoare pierdută
- Conu Leonida faţă cu reacţiunea
- Năpasta
- D-ale carnavalului